# دودمان (فیلم)
«دودمان» (انگلیسی: Dynasty (film)) فیلمی در ژانر وسترن به کارگردانی لی فیلیپس است که در سال ۱۹۷۶ منتشر شد. از بازیگران آن می‌توان به هریسون فورد، سارا مایلز، و استیسی کیچ اشاره کرد.